# Peter Agba
Peter Agba (Kano, 20 dicembre 2002) è un calciatore nigeriano, centrocampista dell'Olimpia Lubiana.

## Carriera
Dopo aver svolto dei provini in Belgio, nell'ottobre del 2021 viene tesserato dallo Zagorec, club croato militante nella terza serie locale. Nel 2022 passa al Dubrava, con cui si mette in mostra a livello individuale; il 31 agosto 2023 viene acquistato dall'Olimpia Lubiana, con cui firma un triennale. Subito impostosi come titolare nel ruolo, il 24 settembre 2024 prolunga fino al 2028 con il club biancoverde. Il 17 maggio 2025, dopo la vittoria ottenuta per 5-0 contro il Radomlje, conquista il campionato sloveno.

## Statistiche

### Presenze e reti nei club
Statistiche aggiornate al 24 maggio 2025.
| Stagione               | Squadra                | Campionato             | Campionato | Campionato | Coppe nazionali | Coppe nazionali | Coppe nazionali | Coppe continentali | Coppe continentali | Coppe continentali | Altre coppe | Altre coppe | Altre coppe | Totale | Totale | Totale |
| Stagione               | Squadra                | Comp                   | Pres       | Reti       | Comp            | Pres            | Reti            | Comp               | Pres               | Reti               | Comp        | Pres        | Reti        | Pres   | Reti   |        |
| ---------------------- | ---------------------- | ---------------------- | ---------- | ---------- | --------------- | --------------- | --------------- | ------------------ | ------------------ | ------------------ | ----------- | ----------- | ----------- | ------ | ------ | ------ |
| ott. 2021-2022         | Zagorec                | 3. HNL                 | 8          | 0          | -               | -               | -               | -                  | -                  | -                  | -           | -           | -           | 8      | 0      |        |
| 2022-2023              | Dubrava                | 2. HNL                 | 30         | 5          | CC              | 2               | 0               | -                  | -                  | -                  | -           | -           | -           | 32     | 5      |        |
| ago. 2023              | Dubrava                | 2. HNL                 | 3          | 0          | -               | -               | -               | -                  | -                  | -                  | -           | -           | -           | 3      | 0      |        |
| Totale Dubrava         | Totale Dubrava         | Totale Dubrava         | 33         | 5          |                 | 2               | 0               |                    | -                  | -                  |             | -           | -           | 35     | 5      |        |
| ago. 2023-2024         | Olimpia Lubiana        | 1.SNL                  | 25         | 0          | CS              | 3               | 0               | UCL+UEL+UECL       | 0                  | 0                  | -           | -           | -           | 28     | 0      |        |
| 2024-2025              | Olimpia Lubiana        | 1.SNL                  | 35         | 2          | CS              | 4               | 0               | UECL               | 12                 | 1                  | -           | -           | -           | 51     | 3      |        |
| Totale Olimpia Lubiana | Totale Olimpia Lubiana | Totale Olimpia Lubiana | 60         | 2          |                 | 7               | 0               |                    | 12                 | 1                  |             | -           | -           | 79     | 3      |        |
| Totale carriera        | Totale carriera        | Totale carriera        | 101        | 7          |                 | 9               | 0               |                    | 12                 | 1                  |             | -           | -           | 122    | 8      |        |

## Palmarès

### Club

#### Competizioni nazionali
- Campionato sloveno: 1

Olimpia Lubiana: 2024-2025